# Kuros
Kuros (stara grščina: κοῦρος) je sodoben izraz  za prostostoječe antične grške kipe, ki se začnejo prvič pojavljati v arhaičnem obdobju v Grčiji in predstavljajo gole moške mladeniče. V antični grščini kouros pomeni "mladost, fant, še posebej plemenitega rodu". Izraz kouros je V. I. Leonardos leta 1895 predlagal za upodobitve Apolona v zvezi z mladino iz Keratee  in leta 1904 ga je Henri Lechat sprejel kot splošen izraz za stoječe moške figure.  Te kipe najdemo po grško govorečem svetu, najpogosteje v Apolonovih svetiščih, več kot sto v svetišču Ptoios v Beociji.  Ti prostostoječi kipi so bili praviloma marmorni, pa tudi iz apnenca, lesa, brona, slonovine in terakote. Običajno so v naravni velikosti, čeprav so bili v začetku nekateri visoki do tri metre.
Ženski kip te vrste se imenuje kóre.

## Namen
Zdi se, da so imeli kipi kuros več vlog. Naprej so mislili, da so bili uporabljeni samo za predstavljanje boga Apolona, kar potrjuje njegovo upodobitev na poslikani vazi v položaju prosilca. Ta povezava z Apolonom je bila podprta z opisom kipa Pitijski Apolon na Samosu po Diodorju kot "egiptovsko delo, z rokami, ki visijo ob straneh in nogami v koraku". Vsi kurosi nimajo podobe božanstev; mnogi so bili odkriti na pokopališčih, kjer so bili najverjetneje spominski nagrobniki, bili pa so uporabljeni tudi kot spomin na zmagovalce v igrah (kot trofeja). Kurose so uporabljali kot daritev bogovom, (Pavzanias opisuje kip Arhihiona, olimpijskega pankratiasta (borilna veščina), v obliki kurosa), nekatere so našli tudi v drugih, ne le Apolonovih svetiščih. V svetiščih nekateri niso imeli imena boga, ampak smrtnika, na primer "Delfska dvojčka" Kleobis in Biton, počaščena zaradi  pobožnosti. 
Neposreden vpliv egiptovskih kipov (zlasti Hora) na kipe kurosa je že dolgo znan, ne nazadnje tudi zaradi trgovinskih in kulturnih odnosov od sredine 7. st. pr. n. št. Študija Eleanor Guralnick iz leta 1978 temelji na stereo fotogrametričnem merjenju in analizi podobnosti številnih grških in egiptovskih kipov . Ugotovila je povezavo med drugim kanonom 26. dinastije in grškim kurosom. 

## Izvor in razvoj
Razvoj kurosa je povezan s splošnim razvojem monumentalnega arhaičnega grškega kiparstva. Sta dve šoli mišljenja o tem, kako so te Dedalične oblike, za nekatere vemo samo iz literature (kolos, andrias in hoanon), okoli 6. stoletja postale prostostoječe skulpture; to naj bi bil odziv na notranji razvoj grškega tipa in verskih potreb ali izdelek tujega vpliva. Zunanji vzroki za morebitne spremembe vplivov virov so bili navedeni Egipt, Anatolija in Sirija z najmočnejšimi primeri iz Egipta. Znano je, da so imeli Grki dolgotrajne trgovinske odnose z Egiptom pred ustanovitvijo grškega Naukratisa sredi 7. stoletja, tako da bi se lahko Grki naučili egiptovskega načina kiparstva.
Delo Guralnickove skupaj s prejšnjimi študijami Erika Iversena in Kima Levina  je potrdilo, da so grški kiparji posnemali egiptovsko kiparstvo. Razmerja v drugem egiptovskem kanonu iz saiskega obdobja sestavljajo mrežo 21 in enega štiridelnega z 21 kvadrati od podplatov s črto, ki poteka skozi središče oči. Mreža je bila prilepljena na površino bloka, ki so ga klesali, in je omogočala velike anatomske značilnosti, ki so bile na nepremičnih točkah mreže. Iversen je pokazal, da je newyorški kuros skladen s tem razmerjem. Guralnickova pa je razvila to odkritje s primerjavo z drugimi kurosi s pomočjo grupiranja in Z-točkovno analizo profila egiptovskega drugega kanona in kontrolno skupino, sestavljeno iz statistično povprečnih sredozemskih moških. Opredeljena sta bila dva seva pri proporcioniranju kurosa iz 6. stoletja, ko je večina sledila splošnemu razvoju tujega modela k idealizirani človeški normi. 

## Značilnosti in pomen
Kurosi so golobradi, z držo v koraku in so najpogosteje goli . Nekaj zgodnjih kurosov ima predpasnik, a le do preloma 6. stoletja. Taki predpasniki naj bi bili skrajšan simbol bolj zapletenega oblačila . Prav tako so tudi  popolnoma oblečeni sodobni liki, kar kaže, da ni šlo le za kiparjevo okrajšavo oblačila, ampak samosvoj poudarek. Umetnostna zgodovinarka Brunilde Ridgway  v svoji  The Archaic Style in Greek Sculpture 1977 meni, da so to lahko bile značilnosti Apolona, športne ali magične moči, čeprav je njegova ikonografija nejasna. Golota kurosa je tudi lahko značilnost. Lahko bi predstavljal atletsko ali junaško goloto - nesmrtno mladost kot na primer v palestri (grška rokoborba), vendar ni takih primerov v Olimpiji, niti nič ne namiguje na atletsko opremo.
Kipe so našli v Apolonovem svetišču v Delfih, Delosu in na gori Ptoion, pa tudi v Herinem svetišču na Samosu, Ateninem in Pozejdonovem templju na rtu Sounion , tako da je trditev, da prikazujejo Apolona, vsaj problematična. Oblika kurosa kot vrste kipa je bila uvedena v poznem 7. stoletju kot nadomestek za kolosalno predstavitev Apolona. Sčasoma je dobil votivno in pogrebno vlogo, medtem ko so njegove značilnosti in oblika v poznem 6. stoletju postale splošne in so se lahko uporabljale za številne namene. Ta "polivalentni" razlog, ki ga je uporabil zgodovinar Jean Ducat, je proučeval umetnostni zgodovinar Andrew Stewart, ki zatrjuje, da razporeditev kurosov sovpada z mestnimi državicami, v katerih je prevladovalo plemstvo, in da je pomenilo menjavanje med božanskim in spominskim prepoznavanje aristokratske arete z nesmrtnostjo.

## Razvoj
Najstarejši marmorni kipi iz Jonskega svetišča na otoku Delos iz 2. ali 3. četrtletja 7. stoletja so dvakrat višji od človeka . S kanonično obliko kurosa, spremenjeno do začetka klasičnega obdobja, so umetniki dosegli visoko stopnjo realne anatomske oblike, če ne kar naturalizem , kot se lahko vidi na teh prehodnih delih (Deček Kritios, približno 480 pred našim štetjem).
Absolutna kronologija oblike kurosa je negotova; nobena od skulptur nima dokazane datacije. Značilna je močna homogenost med različnimi regionalnimi šolami. Zdi se, da so se anatomske novosti hitro širile med različnimi delavnicami, tako da "regionalne razlike postanejo združene v skupnem razvoju". Zato je razvoj kurosa temeljil na sorazmerni kronologiji, kot ugotavlja Gisela Richter, ki loči 6 skupin s skupnimi anatomskimi značilnostmi s posebnim poudarkom na glavnih mišičnih skupinah. To so:
- Sounion okoli 615 do 590 pr. n. št.
- Orchomenos–Thera okoli 590–570 pr. n. št.
- Tenea–Volomandra okoli 575–550 pr. n. št.
- Melos okoli 555–540 pr. n. št.
- Anavysos–Ptoon 12 okoli 540–520 pr. n. št.
- Ptoon 20 okoli 520–485 pr. n. št.